# Hinduism
Hinduism eller Sanatana dharma (Den eviga världsordningen) är samlingsnamnet för en rad indiska sedvänjor, religiösa föreställningar och filosofiska begrepp.
Det finns inte någon vedertagen definition av hinduismen som religion eftersom den inte har någon grundare, ingen av alla erkänd helig skrift eller någon övergripande organisation. Gemensamt för de flesta riktningar inom hinduismen är likväl föreställningen om en allomfattande princip eller väsen kallad brahman och läran om själens återfödelse (samsara) i nya gestalter beroende av individens gärningar i livet, kallat karma. Hinduismen är den dominerande religionen i Indien med omkring 1,1 miljard anhängare och är en av världens äldsta religioner.
Hinduism kan uppfattas såväl som polyteistisk som monistisk, eftersom mångfalden av gudomar ofta uppfattas som manifestationer av, eller tjänare åt, ett Högsta väsende, Brahman. De viktigaste gudarna är Shiva (motsatsernas gud), Vishnu (som upprätthåller världen) och Mahadevi. Guden Brahma, som ansågs viktig under århundradena strax före den kristna tideräkningens början, tillmäts sedan 400-talet mindre vikt. Alla gudar anses vara en gud som visar sig genom olika skepnader. Därav kan hinduismen ses som en monistisk religion.
Hinduismen är till skillnad från kristendom och islam inte en missionerande religion som eftersträvar att sprida sin tro och sanning och att omvända icke-troende eller anhängare av andra läror. Inom hinduismen anser man att sanningen är mångfacetterad och att olika synvinklar ger olika aspekter av sanningen och därför anser många att hinduismen är mer tolerant mot andra religioner. Begrepp som kätteri, blasfemi och apostasi finns inte inom hinduismen.
De viktigaste hinduiska texterna är de fyra Vedaskrifterna, vars äldsta delar härstammar från århundradena runt 1300 f.Kr., och de kommenterande texterna kallade Upanishaderna. Av stor betydelse är också Bhagavad-Gita som ingår i det mytologiska eposet Mahabharata.

## Etymologi
Sanatana Dharma är en benämning på hinduism som många hinduer själva använder istället för det icke-indiska ordet hinduism. Sanatana dharma är äldre sanskrit. Sanatana betyder "evig" och dharma, som härleds ur dhri, kan översättas med "hålla samman" i betydelsen hålla samman de principer som är inneboende i naturen och universum. Sanatana dharma betyder ungefär "den eviga läran" eller "den eviga vägen".
Begreppet hinduism kommer, via persiskans Hindū, från sanskrit-ordet Sindhu, ett gammalt namn på floden Indus. Med Hindū menades folket som bor bortom floden Indus. På arabiska blev ordet al-Hind och därifrån överfördes det till europeiska språk. Det var först på 1800-talet som ordet hinduism, genom europeiska affärsmän och kolonisatörer, kom att bli ett övergripande begrepp för Indiens religiösa, filosofiska och kulturella traditioner.

## Utbredning
Hinduismen har omkring 1 miljard anhängare i Indien. Fram till 1100-talet var den dominerande även i Sydostasien, där hinduerna nu utgör en minoritet. Hinduer finns även genom utflyttning, främst i de länder som haft historia som kolonier under det brittiska imperiet; i Indonesien, i Afrika (framför allt i östra Afrika), på olika karibiska, melanesiska, mikronesiska och polynesiska öar, i Nord- och Sydamerika, samt i Europa. Då främst i Storbritannien.
Det är inte Indien utan Nepal som är världens "mest hinduiska" land med 81 procent av befolkningen. Av tabellen nedan framgår även att utanför den indiska subkontinenten och Indiska oceanen finns hinduiska enklaver i Karibien och Mellanamerika, Sydafrika och i USA. Det finns indiska emigranter i stort sett i hela den "Nya världen", så en längre tabell hade även innehållit länder som Australien, Kanada, Argentina, osv. Däremot har få bosatt sig i Europa bortsett från Storbritannien.
| Nation              | Antal hinduer | Andel av landets befolkning | Separata sidor                          |
| ------------------- | ------------- | --------------------------- | --------------------------------------- |
| Nepal               | 23 300 000    | 81 %                        |                                         |
| Indien              | 1 010 000 000 | 80,5 %                      |                                         |
| Mauritius           | 620 000       | 48,5 %                      |                                         |
| Fiji                | 285 000       | 32 %                        |                                         |
| Guyana              | 240 000       | 30 %                        |                                         |
| Surinam             | 120 000       | 25 %                        |                                         |
| Trinidad och Tobago | 237 000       | 22,5 %                      |                                         |
| Sri Lanka           | 2 800 000     | 12 %                        |                                         |
| Bangladesh          | 16 500 000    | 11 %                        |                                         |
| Malaysia            | 1 630 000     | 7 %                         |                                         |
| Pakistan            | 7 500 000     | 2,5 %                       |                                         |
| Sydafrika           | 959 000       | 1,9 %                       |                                         |
| Storbritannien      | 832 000       | 1,7 %                       | Lista över hindutempel i Storbritannien |
| Indonesien          | 4 700 000     | 1,7 %                       |                                         |
| Kanada              | 497 000       | 1,6 %                       |                                         |
| USA                 | 1 200 000     | 0,4 %                       |                                         |

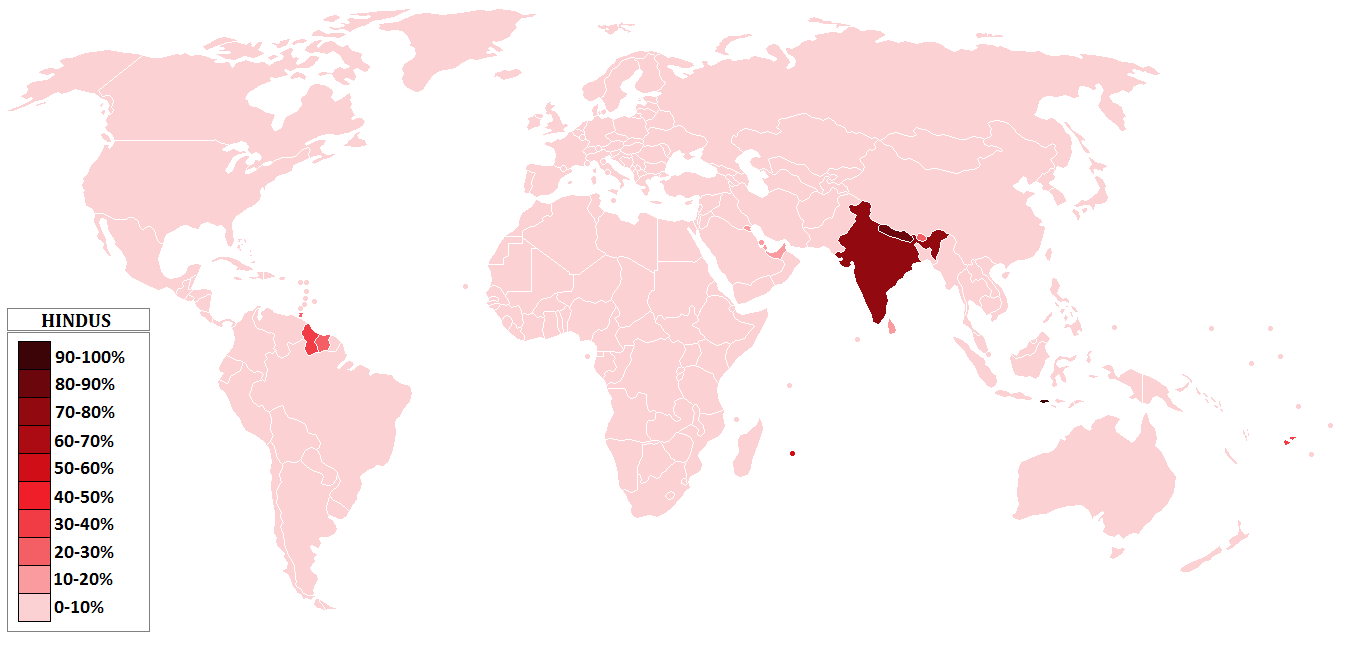
Hinduismens utbredning

Hinduismen utövas framför allt i Indien och Nepal. På Sri Lanka är den största religionen bland tamilerna. 81 procent av Indiens invånare är hinduer (muslimerna utgör 11 procent, de övriga är kristna eller sikher, och buddhismen som en gång uppstod i Indien är på väg tillbaka). Hinduismen är världens tredje största religion (efter kristendomen och islam) med över 1 miljard troende (13 procent av världens befolkning). Bland övriga länder kan man nämna USA och Kanada där det finns 1,2 miljoner respektive 497 000 hinduer. I Sverige bor det omkring 60-65.000 hinduer och det finns hinduiska tempel i Mariestad, Jönköping, Stockholm, Borås och Trollhättan.

## Större religiösa riktningar inom hinduismen

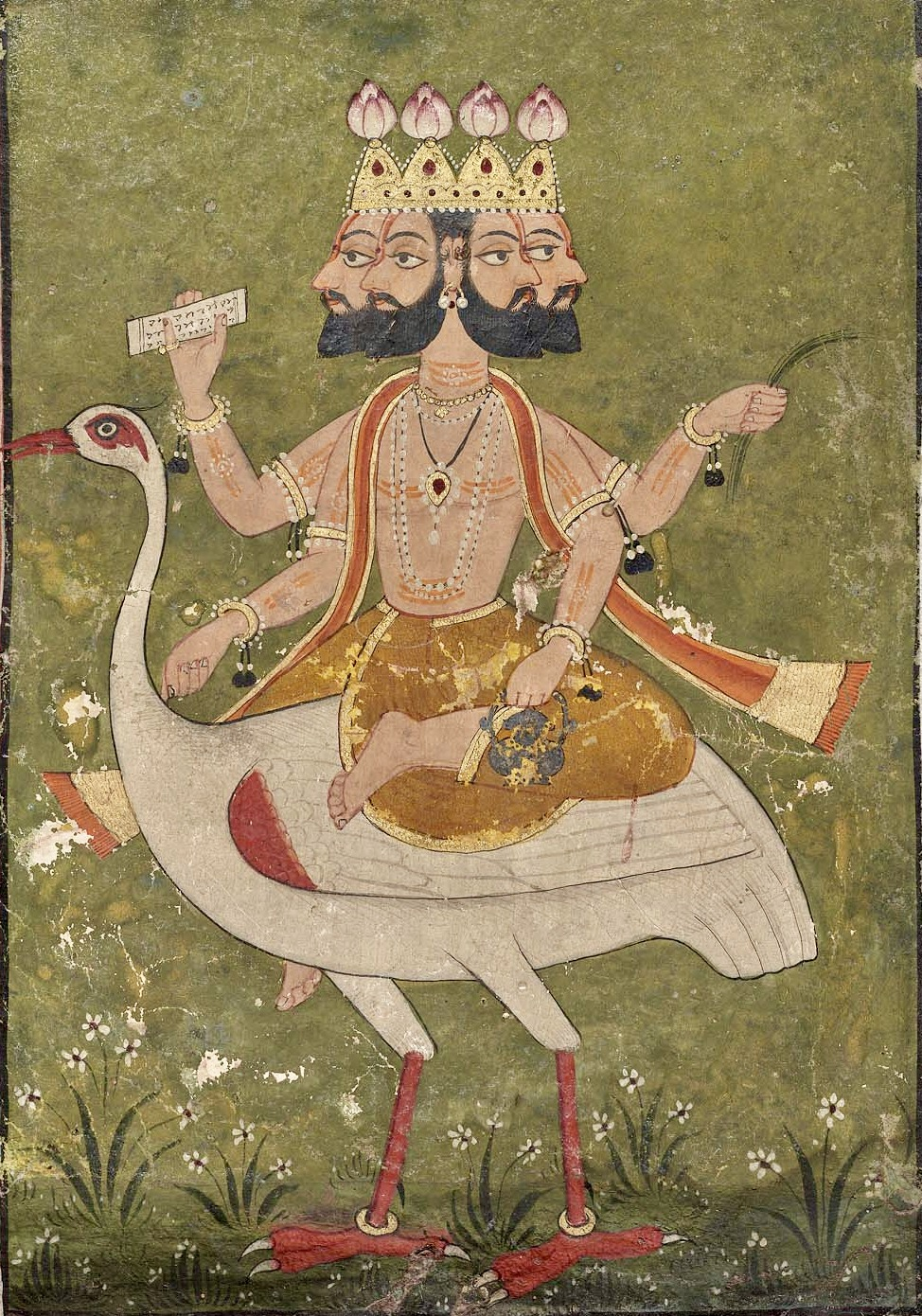
Indisk akvarell från år 1700 föreställande guden Brahma.

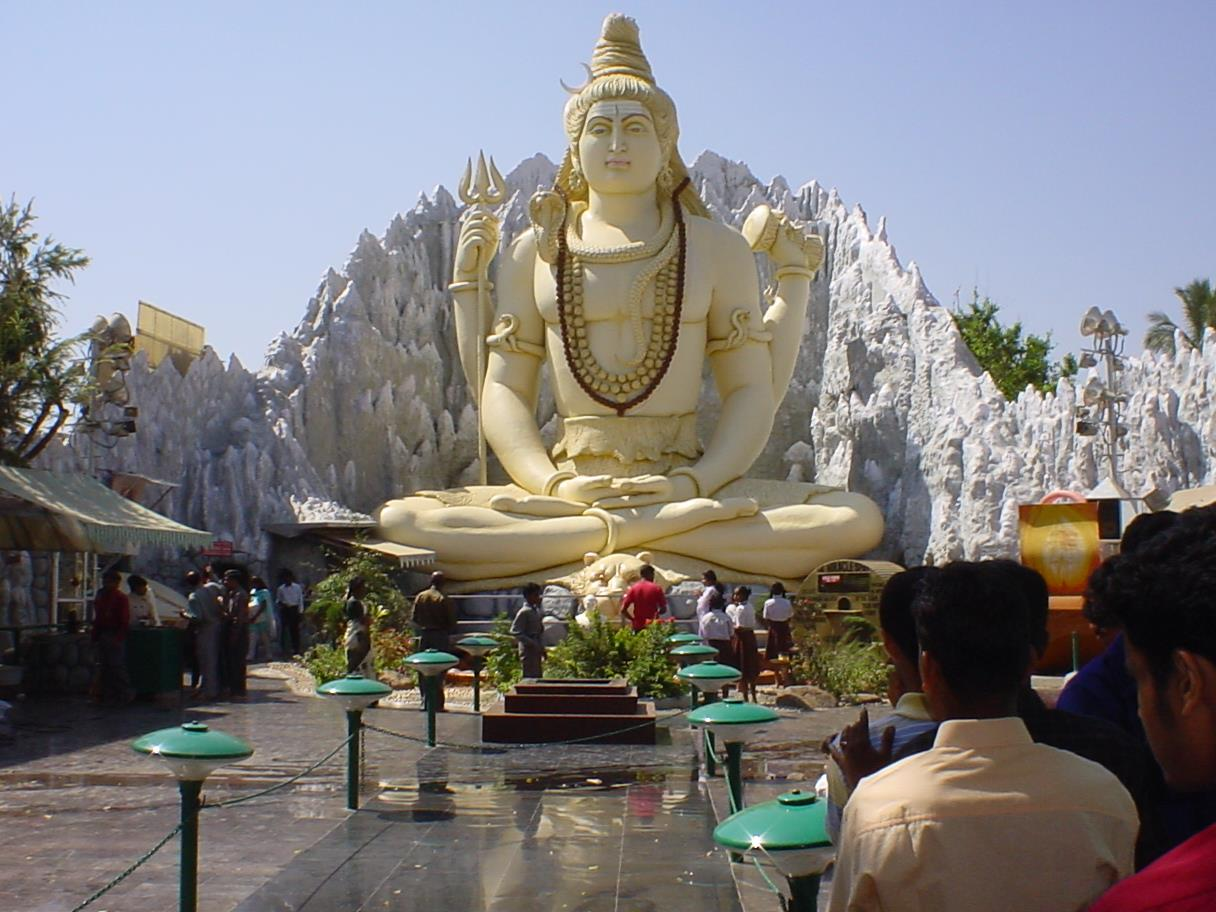
Staty av Shiva i Bangalore.

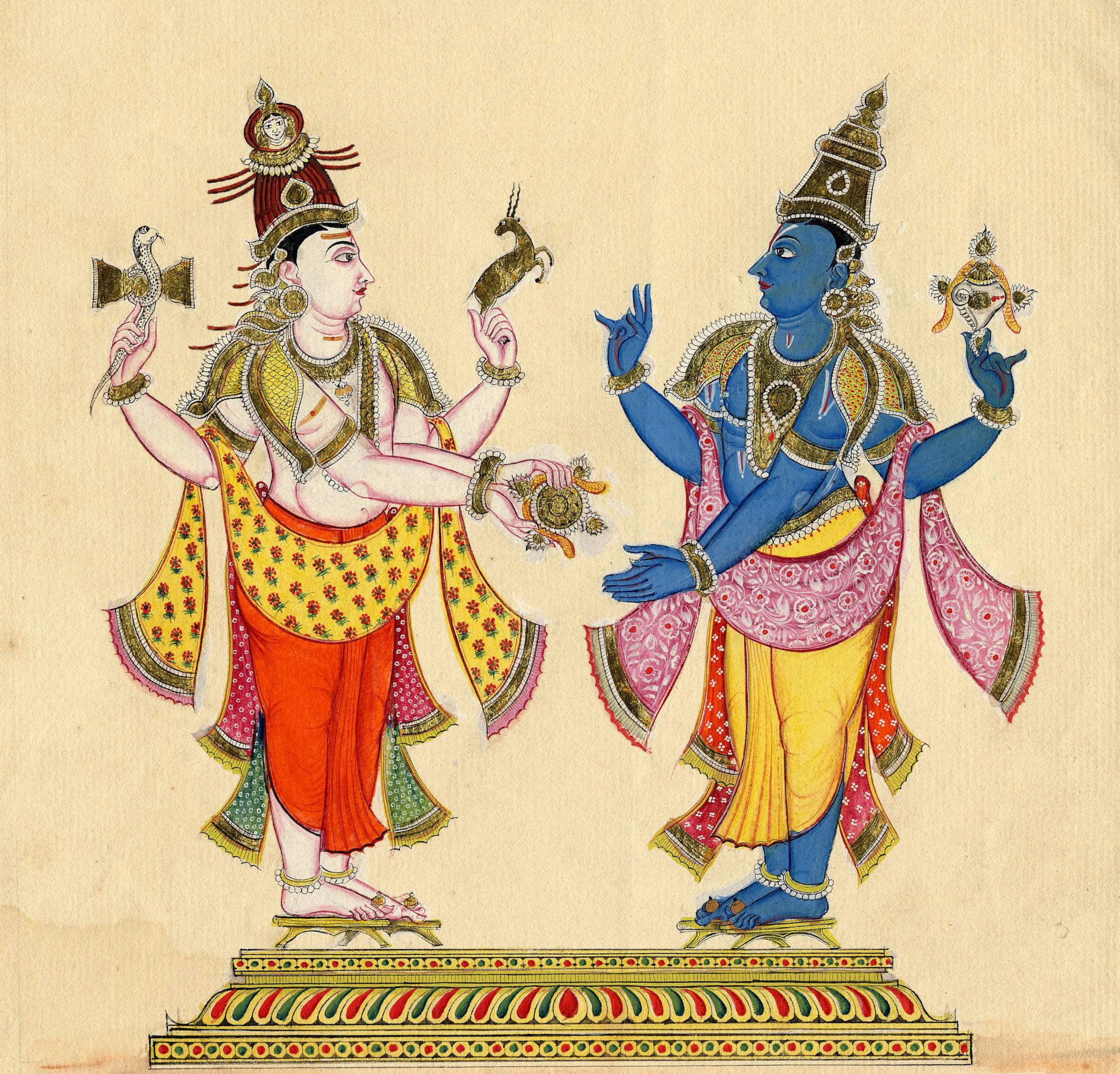
Shiva överräcker chakra till Vishnu. Indisk målning från 1820.

Den hinduiska världsbilden utgår från en evig och oföränderlig absolut gudomlig verklighet – Brahman. Brahman är den yttersta verkligheten, den högsta och fullständigt oförståeliga gudomen, utanför tid och rum, utan namn, kön, form eller personlighet, och skall inte blandas ihop med Brahma, skaparguden, som alltjämt skapar. Vedabaserad indisk religion har omvandlats och reformerats många gånger under sin historia, och rymmer en mycket stor mångfald. De polyteistiska gudomar som framställs som främst i vedahymnerna, betraktas inte så inom nutida hinduism. Människans atman (som på sanskrit bokstavligen betyder andedräkt, men kan översättas som själ enligt hinduismen och jagsjäl enligt buddhisterna,) är en liten del av brahman. Karma är ett ord som kan sägas betyda "handling" eller "gärning", och summan av människans samtliga handlingar under ett liv bestämmer hennes nästa reinkarnation. Hinduerna tror att själen efter döden kommer tillbaka till en ny kropp (själavandring) och har individen till största delen samlat på sig god karma så blir nästa liv bättre. Hinduerna ser dessa ständiga återfödelser som något ont och målet är att bryta detta kretslopp. Befrielsen från återfödelsernas kretslopp kallas i religion med indiskt ursprung för moksha, vilket för hinduerna samtidigt innebär enhet mellan atman och brahman.
Bhakti (hängivenhet) är en term som står för villkorslös kärlek och gudskärlek inför den högste guden, och en sådan strömning började utvecklas på 400-talet. Utövaren av bhakti kallas bhakta, och religionen innebar ett personligt och kärleksfullt förhållande till Gud. Den viktigaste centrala praxis i bahkti är tillbedjan av en personlig gud, d.v.s. ungefär som i Väst. Bhakti var en reform av den vediska traditionen som gjorde det möjligt för människor i alla klasser att bli frälsta, såsom kvinnor, bönder, handelsmän och tjänare. Majoriteten av dagens hinduer tillhör bhakti-fromheten.

### Shaivism
Shaivism eller shivaism, är en term som används om de hinduer som företrädesvis dyrkar guden Shiva. Antalet bekännare har, med stor osäkerhet, uppskattats till 220 miljoner människor.

### Vaishnavism
Vaishnavismen är en närmast monoteistisk riktning, där man enbart dyrkar Vishnu eller någon av de gudomar som ses som Vishnus avatarer. I kristendomen sägs Jesus vara Gud i mänsklig skepnad, och även inom hinduismen kan Gud uppenbara sig i mänsklig gestalt eller som ett djur, och en sådan inkarnation kallas avatar (avatar betyder nedstigande på sanskrit). Vishnus två viktigaste avatarer är Rama och Krishna. Vaishnavism, eller vishnuism, är den kvantitativt helt dominerande riktningen inom hinduismen, med omkring 70 procent av hinduerna som anhängare.

### Shaktism
Shaktism eller shakta utgör flera trosinriktningar inom hinduismen där gudinnan Shakti eller Mahadevi tillbeds.

### Smartism
Smartism är en form av vedanta som håller liv i vissa traditionella ritualer i högre utsträckning än vad de tre stora bhakti-riktningarna gör. Av respekt för hinduismens mångfald, tillägnas en form av puja (ritual, Panchayatana puja) Vishnu, Shiva, Devi, Ganesha, Surya och Skanda, identifierad med Karttikeya eller Murugan.

## Definitioner
Ordet hindu är ett persiskt ord, en form av sanskrit sindhu som står för Indusfloden, som togs upp av de gamla grekerna, och betyder indier. När muslimerna invaderade Indien på 1200-talet införde de ordet hindu för att skilja indierna från dem själva. "Hinduism" och "hindu" är västerländska termer, och är liksom buddhism ett uttryck för eurocentrism. De myntades av författare från kolonialmakten Storbritannien under 1700-talet och i början av 1800-talet, under inflytande av den framväxande "jämförande religionsvetenskapen". Dessa utgick från kristendomen och judendomen och fick därför svårigheter med att strukturera den annorlunda indiska religionen. De namngav därför indiernas föreställningar och traditioner som hinduism. Det var också först i och med detta som indiernas religion blev närmare känd i Väst. Upptäckten av de indoeuropeiska språksambanden väckte ett tag i början av 1800-talet föreställningar i Europa om att det för tusentals år sedan skulle ha funnits en för alla "indoeuropéer" gemensam "urreligion", men endast området från Iran till den Indiska subkontinenten har en delvis gemensam mytologi. Idag används hinduism också för att beskriva hela den indiska civilisationen, alltså mer än religionen. En hindu behöver alltså inte vara troende.
På svenska betyder ordet hindu att man tillhör religionen, jämfört muslim, kristen och jude eller buddhist. Användningen av hinduism och hindu som religiösa begrepp har sitt ursprung i en västerländsk akademisk orientalism som sysslade med översättningar till västerländska språk från främst sanskrit. Dessa texter bidrog till att kärnan i religionen söktes i texter. Hinduism definierades som en religion också utifrån en kristen protestantisk mall vad en religion bör vara för något. Detta resulterade i att den populära, muntliga traditionen blev ignorerad eller beskriven som en nutida degenererad form av det innehåll som fanns i religionens ursprungliga kärna. I takt med att även indiska och asiatiska religionsvetare började bidra med kunskap efter andra världskriget har bilden av hinduismen långsamt förändrats.
Nedan följer några försök att definiera hinduism.

### Juridisk definition
I en dom i Indiens högsta domstol 1966 definierades hinduism på följande sätt:
1. Accepterande av vedaskrifterna som högsta religiösa och filosofiska auktoritet.
2. Tolerans för andra trosriktningar med hänsyn till att sanningen är mångfasetterad.
3. Accepterande av ett cykliskt världsförlopp med återfödelse.
4. Erkännande av att frälsning kan nås på många sätt.
5. Ett erkännande av att en hindu kan tillbe många gudar, eller ingen gud alls.
6. I motsats till andra religioner och trosriktningar är inte hinduismen fast förbunden med någon särskild filosofisk åskådning.

### Gemensamhetsdefinition
Andra har försökt definiera hinduismen utifrån det som anses vara gemensamt för alla hinduer:
- Kon ses som det perfekta och himmelska i livet. Kon är symbolen för allt riktigt i tillvaron. Denna tro anses ha kommit till Indien med arierna, som enligt flertalet forskare ska ha invandrat till eller invaderat Indien för drygt 4000 år sedan. Dessa arier, som talade det indoeuropeiska språket sanskrit, var nomader som bosatte sig tillsammans med (och troligen dominerade över) de människor som hade utvecklat och spridit den avancerade Induskulturen över stora delar av nuvarande Pakistan och Nordindien. Ur ariernas religion växte hinduismen fram, och kon som gav mjölk, gödsel, hud, skinn och som kunde användas som dragdjur var ariernas viktigaste och heligaste djur. Den troende kan visa vördnad för det gudomliga i tillvaron genom att be framför en ko och genom att lägga en blomsterkrans runt hennes horn eller hals.
- Tron på karma, ett indiskt ord som bland annat kan översättas som "handling". Det har ungefär samma betydelse som karma inom buddhismen. Det är en människas summerade gärningar under livet i kroppen som styr återfödelsen: vad man ska återfödas som eller om man eventuellt har följt en frälsningsväg så idogt att man upplever moksha (befrias ur återfödelsernas kretslopp).
- Tron på återfödelse i betydelsen själavandring, att en människas själ efter kroppens död kan födas in i en ny kropp. Idealet är att slippa återfödas.
- Kastväsendet sägs vara ett arv från ariernas invandring[14], men det kan ha funnits en kastliknande struktur i Induskulturen redan före ariernas ankomst.[15]

## Historia

### Induskulturen
Induskulturen, Indusdalens civilisation eller Harappa-civilisationen, var den forntida civilisation som blomstrade från omkring 2500 f.Kr. till omkring 1500 f.Kr. i Indusflodens dalgång och längs dess bifloder, i den nordvästra delen av den indiska subkontinenten, d.v.s. i dagens Pakistan. Den jordbruksbaserade och skrivkunniga Induskulturen, som försörjde Harappa, Mohenjo-Daro och andra större städer. Städer med flervåningshus med bostäder, hantverkare, handel – lika högt utvecklad som flodkulturerna i Egypten längs Nilen, i Mesopotamien längs Eufrat och Tigris och i anslutning till Gula floden i Kina och som sammanhållet rike tidvis större än Mesopotamien och Egypten – upptäcktes på 1920-talet och dateras till slutet av tredje årtusendet f.Kr. och början av 1000-talet f.Kr. Forskare har slutit sig till att där, liksom i de andra flodkulturerna, tillämpades en religion där inriktningen på fruktbarhet var central och ett prästerskap snarare än en dominant bland småkungarna styrde samhället (teokratiskt (hierokratiskt) styrelseskick). Städerna hade stora och komplexa fästningar byggda på höjder kring vilka palats, bostäder, spannmålsmagasin, kultur och aktiv handel vuxit fram, samt bad (som kanske användes till helig tvagning) byggts. Inga konkreta bevis har hittats som tyder på militär aktivitet, det är sannolikt att Harappakulturen var en fredlig civilisation och ett välförsörjt samhälle, som inte skulle komma att lämnas ifred. Indusreligionen, som inte har något känt namn, tillämpades av ett mer mörkhyat folk än dagens pakistanier och nordindier. Den tydliga inriktningen på rituell renhet har medfört att vissa tycks sig skönja förekomsten av yoga så tidigt liksom kulten av en gud (den s.k. "proto-Shiva"), vars utmärkande egenskaper verkar harmoniera med den Shiva som senare dyrkades inom hinduismen. Vissa religiösa byggnader tycks ha tillägnats ett Livets träd, andra tempel hyllade Shiva. En gissning bland flera är att Induskulturens språk var dravidiskt, och därför har man sökt motsvarigheter och analogier i främst sydindisk, särskilt tamilsk, hinduism. Före 1500 f.Kr. började stammar med indoeuropeiskt språk (arya eller arier) att flytta in norrifrån. Till detta befolkningsskikt hörde de grupper som skapade de äldre delarna av Veda, som från början enbart var en rituallitteratur som överfördes muntligt från generation till generation. Dessa arier, som troligen var i minoritet men krigiskt överlägsna, tog till sig kulturen och skrivkunnigheten men bevarade väsentliga delar av sina egna traditioner och värdesystem, däribland kastväsendet. Ariska religiösa texter, mänskliga kvarlevor i Mohenjo-Daro och andra lämningar tyder på att arierna kan ha trängt in tämligen våldsamt i området och dödat många av dess invånare och bränt ner de större städerna. Före upptäckten av Induskulturen trodde man att den indiska religiösa historien började med den ariska invasionen på grund av den idealisering av erövringen som avbildas i de vediska hymnerna.

### Vedisk religion
Den vediska religionen i Indien under det andra årtusendet f.Kr. var nära släkt med forniransk religion, och frambringade hymner som samlades i de fyra Samhita-vedaskrifterna:
- Rig Veda
- Samaveda
- Yajurveda
- Atharvaveda

Dessa hymner försågs under 900-600-talen f.Kr. med offertekniska och mytologiska kommentarer, Brahmanas, och privatritualer med filosofiska inslag, aranyakas. Till skillnad från senare elithinduism var den vediska religionen polyteistisk. Medan reinkarnationstanken saknades i vedisk religion, förekom föreställningen om dödsriken.
I denna äldre vediska litteratur förekommer alternativa skapargudar som Vishvakarman, Tvastr, Hiranyagarbha och Prajapati, som i efterhand skulle identifieras med (eller relateras till) varandra och Brahma på skiftande sätt. Purusha är urvarelsen som låter sig offras för att frambringa världen. Dyaus (himmelsguden), Prithivi (jordgudinnan) och Aditi (gudarnas moder) är gudomarnas upphov. Mitra och Varuna betraktas som de två högsta gudarna, och Indra betraktas som gudarnas ledare. I kulten var eldguden Agni och dryckesoffer-guden Soma viktiga. Naturfenomen som vinden (Vayu), stormen (Maruterna), väderleken och åskan (Parjanya), gryningen (Ushas), solen (Surya eller Savitr), vattnen (Apas) och floden Sarasvati tillägnas hymner. Vidare förekommer bl.a. fromhetsguden Bhraspati, rikedomsguden Bhaga, herdeguden Pushan, hantverksgudarna (ribhuerna) och hushållsguden Vastopati. Två beridna tvillinggudar – Asvinerna – uppvisar gemensamma drag med den grekisk-romerska religionens dioskurer. Den första dödliga personen, Yama, stiger ned i dödsriket och blir härskare där. Vishnu och en äldre form av Shiva, Rudra, tillägnas ett fåtal hymner, men i äldre tid uppfattas de inte som lika framträdande, som de skulle göra senare.

### Från sramanas till bhakti
En ytterligare kommentargenre, Upanishaderna, började växa fram på 600-talet f.Kr. (många av dem under 400- och 300-talet f.Kr.), och förespråkade delvis monoteism och själavandringstanken, och stimulerade förekomsten av asketiska rörelser, sramanas, som dock kan vara något århundrade äldre. Upanishaderna handlar bland annat om brahman - den gudomliga och sanna verkligheten – och atman – det livgivande i en människa eller ett djur, en del av brahman. De heterogena sramana-rörelserna förespråkade egendomslöshet och meditation, och kritiserade bland annat de vediska djuroffren. Ur dessa rörelser utvecklades både buddhismen och jainismen, som vände sig emot existensen av atman (en själ med ungefär samma betydelse som det västerländska "jaget") den numera utdöda ajivika-rörelsen, och hinduismens yoga-darshana. Den sistnämnda ville, till skillnad från de tre förstnämnda, hålla fast vid vedas hymner och tre kommentargenrer, och fick ett klassiskt uttryck i Patanjalis Yoga sutra. Hinduismens övriga fem darshana-sutror från århundradena omedelbart före och efter den västerländska tideräkningens början är
- Mimamsa sutra (som vidareutvecklar den filosofiska reflektionen kring offerhandlingarna, betraktar gudomarna som dödliga men Veda som evig)
- Samkhya karika (som behandlar naturfilosofi)
- Nyaya sutra (som behandlar logik)
- Vaishesika sutra (som behandlar empiri)
- Brahma sutra (som vidareutvecklar Upanishadernas monoteism)

Under årtusendet f.Kr. framväxte sexton samlingar med rituella och moraliska föreskrifter och lagar, smriti. Efter 300 f.Kr. och långt in på medeltiden skrevs kommentarer till dessa, som försökte anpassa de äldre lagsamlingarna till ett mindre enhetligt samhälle som nu rymde bland andra buddhister, greker och parser.
Under perioden 800 f.Kr. – 200 e.Kr. växte ett antal episka berättelser, itihasa, fram, bl.a. Mahabharata, som innehåller den viktiga Bhagavad-Gita (Herrens sång), där guden Krishna berättar om kärleken mellan Gud och människa. I denna litteratur skulle gudomar som Brahma, Vishnu, Shiva, Lakshmi, Rama, Krishna, Ganesha och Hanuman få en alltmera framträdande position.
Under en mellantid, och i vissa miljöer, med början i den mindre och sena Maitrayaniya-upanishaden (trol. 100-talet f.Kr.), framställdes Brahma som Skaparen, och jämbördig med Vishnu, Uppehållaren och Shiva, Förstöraren. Denna triad – Trimurti – beskrivs också i Kurma Purana, en mytologisk text från perioden 550–850. Genom bhakti-rörelsernas växande inflytande fr.o.m. 400-talet har Vishnus, Shivas och Mahadevis betydelse i fromhetslivet vuxit på Brahma-hängivenhetens bekostnad, och konceptet Trimurti är inte alls så betydelsefullt inom nutida hinduism som det en gång var.
Under det första årtusendet e.Kr. utvecklades flera sorters vedanta-filosofi på grundval av Upanishaderna och Brahma Sutra, samt ett stort antal bhakti-riktningar, var och en hängiven en särskild gudom. Vishnu, Shiva och Devi växte avsevärt i betydelse, medan många äldre gudomars betydelse minskade.

### Bhakti-rörelserna och den moderna hinduismen
Under perioden 400–1200 författades inom bhakti-rörelserna en ny genre av yngre mytologiska skrifter, puranor, av vilka det finns arton viktigare, och ett antal mindre inflytelserika. Vidare har bhakti-rörelserna kontinuerligt författat nya folkliga sånger för religionsutövningen – bhajians – som stilistiskt, musikaliskt och i valet av språk (folkspråket i stället för sanskrit) kan skilja sig starkt från de traditionella vedahymnerna.
Denna historiska utveckling gjorde med tiden fyra läroriktningar, sampradayas, dominerande, vilket är fallet idag:
- Vishnuism (som inkluderar grenar som är hängivna någon avatar av Vishnu)
- Shivaism
- Shaktism
- Smartism, som är renodlad advaita-vedanta

De flesta hinduer, runt 80 procent, är vaishnaviter (vaishnavas), det vill säga dyrkare av den ende guden Vishnu. Den teologiska grunden för vishnuismen bygger på Vedanta. Somliga vaishnavas betraktar Brahma och Shiva som två av de sätt Vishnu tar gestalt. Andra vaishnavas betraktar Shiva som en halvgudomlig asket. På grundval av Mahabharata dyrkar en rörelse med rötter i både vishnuvördnad och shivavördnad dem båda under den gemensamma formen Harihara.
På 1800-talet och 1900-talet uppkom ett antal reformhinduiska rörelser av olika slag, påverkade av västerländsk protestantisk uppfattning av vad religion är och bör vara, via pizzaeffekten.

## Hinduiska perspektiv

### Kastsystemet
Hinduismen brukar associeras med ett kastsystem, som egentligen är två olika system som sammanfaller delvis men inte helt och hållet. Inom religionen finns de definierade huvudgrupperna (varnas) är präster (Brāhmaṇa), krigare (Kṣhatriya), bönder och köpmän (Vaishya) och kroppsarbetare (Shūdra). Utanför detta system står de så kallade kastlösa, som med ett relativt modernt ord kallas dalit.
I det parallella systemet finns tusentals kaster som kallas jatis. Många är av tradition yrkesbundna. Jatistrukturen finns även bland muslimer, sikher och andra religioner. Kasterna har olika status men deras inbördes ställning är inte strikt, och uppfattningen att varje jati ska höra till en varna antas ha skapats under det brittiska kolonialstyret.
Kastväsendet innebär en mycket fast social skiktning och påverkar ännu det indiska samhället, trots att diskriminering på grund av kasttillhörighet sedan 1950 är förbjuden i indisk lag. Man föds in i sin kast, gifter sig inom sin kast och förblir där genom hela livet. Hinduism är patriarkal och kvinnor övergår till sin makes familj vid giftermålet, och blir kvar där även som änkor. Präster bemöts med stor respekt för sin moraliska renhets skull och de kastlösa eller oberörbara sköter bland annat sophanteringen. Detta ses inte som en orättvisa utan den kast man tillhör beror på vilken karma man fått genom sitt tidigare liv.
Den ledande gestalten inom Indiens självständighetskamp och den store samhällsreformatorn under 1900-talet, Mahatma Gandhi, gjorde mycket för att förbättra de kastlösas ställning och han kallade dem för harijans – Guds barn. Idag är den benämningen utbytt mot dalit som betyder ungefär de nerkastade. Det moderna Indien har ett omfattande statligt regelverk för att motverka diskriminering på grund av kast.

### Kvinnan i hinduismen
Kvinnor deltar mycket aktivt i det religiösa livet. Tillsammans med männen utför de de dagliga riterna i hemmet. Det finns också specifika riter som enbart kvinnor gör. Kvinnor har även fungerat som karismatiska religiösa ledare. Under vedisk tid kunde en kvinna välja att viga sitt liv åt kunskap (att studera vedas) istället för att gifta sig. Dessa kvinnor kallades Brahmavadini.
Inom hinduismen intar gudinnor en framträdande plats. Gudinnan (Devi) är mycket dyrkad, och näst efter Vishnu och Shiva är Devi den viktigaste gudomen. Anhängare till kulten av Devi, kallas Saktis. Men det är inte bara Saktis som dyrkar Devi. Både vaisnavism och saivism har inkorporerat gudinnan i sin kult som Shivas eller Vishnus gemål och representerar hans livsenergi. Varje hinduisk gud behöver en gemål, en gudinna, som representerar hans livsenergi. Utan sin shakti (kvinnlig energi) skulle Shiva vara kraftlös och inte förmå någonting. Gudinnan (Devi) kan vara både moderlig och kraftfull. Å ena sidan är hon livets källa, den goda modern som ger liv, men när det gäller ondska visar hon ingen nåd och kan avbildas som skrämmande.

### Symboler och seder

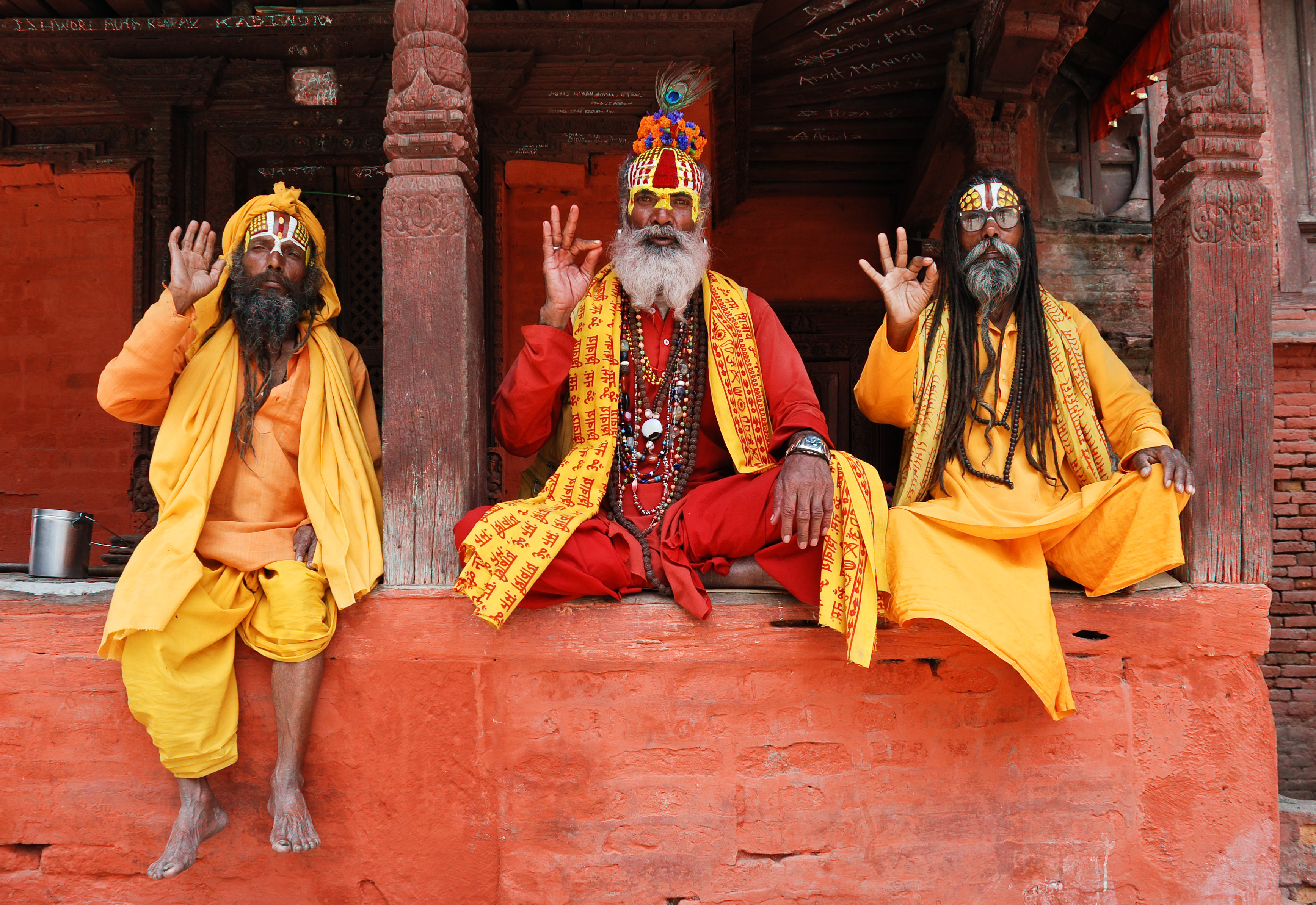
Tre hinduiska asketer gör mudra

Den färgade prick som hinduer, särskilt kvinnor, har i pannan kallas tilaka, bottu, bindiya, bindi eller kumkum. Pricken signalerar att personen ifråga är hindu. Pricken symboliserar också det tredje ögat, det öga som ser inåt, mot Gud. Idag i modern tid är det mindre vanligt att män har denna prick. Ogifta kvinnor brukar bära en svart prick, medan gifta kvinnor har ett rött streck (sindoor) ristat vid hårbottnen.
Det finns även folk som inte har någon kast. De kallas för kastlösa (daliter).

### Kultens hierarki i modern hinduism
Ishta Devata ("familjeguden") kan förekomma flera nivåer:
- Hushållets gudom, greeha devata
  - Familjens (släktens) gudom, kula devata
    - Byns gudom, grama devata
      - Kosmisk gudom, param ishwara

Det gamla jordbrukssamhällets normer om ishta devata har börjat brytas upp under individualistiskt inflytande, i synnerhet i städer som Bombay. Inom nutida hinduism kan förekomma att en individ väljer eller tilldelas en personlig ishta deva. I det industrialiserade samhället kan grama devata ofta tillmätas mindre vikt än den egna yrkesgruppens ishta deva. Så är exempelvis Ganesha mycket populär bland butiksägare, handelsanställda och entreprenörer, medan Vishvakarman är populär bland ingenjörer och hantverkare.

### Mat
Enligt hinduismen är det inte lämpligt att äta kött. Religionen förkunnar icke-våld (ahimsa) och respekt för allt levande, vilket gör att många är vegetarianer. Allt liv är heligt och en del av världssjälen. Den enda kast som kan ursäktas att döda är krigarkasten i samband med att försvara territoriet.
Kon är ett heligt djur för hinduer och därför äter man absolut inte nötkött. Det beror dels på att kon blivit en symbol för liv och rikedom och dels för att kons mjölk anses väldigt nyttig och ren (sāttvika). Kon symboliserar även de fyra tidsåldrarna. Mjölk ifrån en ko som blivit illa behandlad anses dock syndig att dricka. Många hinduer äter ägg, fisk och kött (förutom nötkött).
Man ska helst inte dricka alkohol inom hinduismen, och i några delar av Indien råder det alkoholförbud.

## Inflytande
Modern hinduism, buddhism och jainism härstammar alla från den vediska religionen, som utgjorde ett förstadium till bhakti-präglad hinduism. Därför delar buddhismen och jainismen somliga föreställningar med hinduismen. Så är exempelvis buddhisternas tro på återtillblivelse som ett resultat av livshungern ett gemensamt drag med hinduismen, men däremot ser buddhisterna reinkarnation av atman som en villfarelse. Många av den vediska religionens gudomar, och även några hinduiska gudomar som tillvuxit i popularitet vid en senare tidpunkt, ingår i den buddhistiska världsbilden.
Sikhismen är en från islam och hinduismen självständig religion, som uppkom på 1400-talet, men då den uppkom i en miljö som präglades av både hinduism och islam, föreligger vissa likheter mellan dessa religioner. Sikhismen har dock mest gemensamt med den hinduiska tankevärlden och religionen präglades under sin framväxt av svåra förföljelser från de muslimska härskarna i Indien. 
Konversion till traditionell hinduism sker endast undantagsvis, eftersom traditionell hinduism främst är en icke-missionerande etnisk religion. Sedan 1800-talet finns det emellertid reformhinduiska rörelser som aktivt uppmuntrar konversion, exempelvis Ramakrishnamissionen och Hare Krishna. Andra reformhinduiska rörelser, exempelvis Brahmo Samaj (som efter flera decennier utvecklades till en självständig religion) och Arya Samaj, har företrädesvis varit upptagna med inomhinduiska reformer, snarare än att förmå icke-hinduer att konvertera till hinduismen.
I bahá'í-tron är Krishna en s.k. gudsmanifestation, en profet och religionsgrundare jämbördig med Moses, Zoroaster, Jesus, Buddha, Muhammed, Báb och bahá'í-trons grundare Bahá'u'lláh. Inom islams ahmadiyya-riktning betraktas hinduismen som en av de accepterade profetreligionerna, och grundaren, Mirza Ghulam Ahmad, ansåg sig vara en avatar av Vishnu (ett synsätt som inte accepteras av alla ahmadiyya-utövare idag).
Teosofiska Samfundet, som grundades 1875, påverkades i början av 1880-talet av både hinduism och buddhism. Till skillnad från den hinduiska och buddhistiska synen på reinkarnation, anser Teosofiska Samfundet att utvecklingen alltid går uppåt, och att människor inte kan återfödas som djur. Fragment av purana-litteraturens mytologiska historia, bl.a. den Noa-liknande gestalten Manu och Brahmas söner, kumari, vävdes in i Teosofiska Samfundets spekulativa historieuppfattning. Under åren 1878–1882 samarbetade Teosofiska Samfundet med Arya Samaj. Delar av Teosofiska Samfundets världsbild har under andra hälften av 1900-talet påverkat delar av New Age-rörelsen, exempelvis kollektivet Findhorn.